# Красная яровая совка
Со́вка красная ярова́я (лат. Amphipoea oculea) — ночная бабочка из семейства совок.

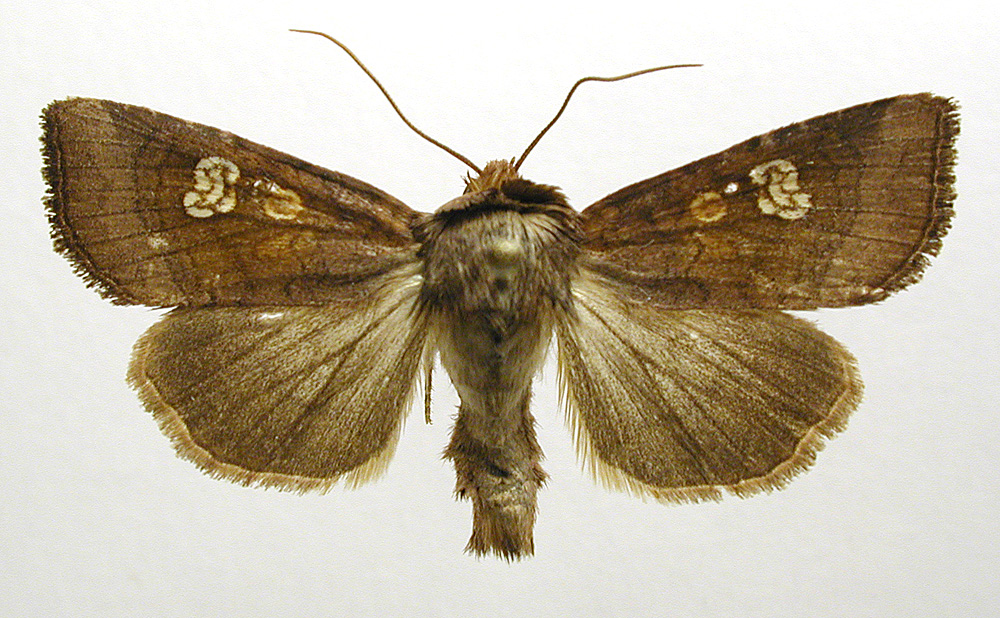

Размах крыльев 29—34 мм. Ареал вида простирается на территории Палеарктики. Период лёта бабочек с июня по сентябрь. За год развивается одно поколение. Гусеницы питаются на стеблях и прикорневых частях различных травянистых растений, включая белокопытник гибридный (Petasites hybridus).